# براسيكا كريتية
البراسيكا الكريتية (باللاتينية: Brassica cretica) نوع نباتي يتبع جنس البراسيكا من الفصيلة الصليبية.

## الموئل والانتشار
موطنها بلاد الشام وتركيا واليونان.

## مرادفات للاسم العلمي
- (باللاتينية: Brassica rupicola Boul.)
- (باللاتينية: Brassica oleracea subsp. cretica (Lam.) Gladis & K. Hammer)